# بصیرت‌ها (آلبوم استراتواریوس)
«بصیرت‌ها» (به انگلیسی: Visions) آلبومی از استراتوواریوس است که در ۲۸ آوریل ۱۹۹۷ منتشر شد.